# Balcon Saint-Raphaël
Le balcon Saint-Raphaël situé dans la commune d'El Biar en Algérie est un belvédère accroché à une haute falaise dominant Alger offrant une vue sur le panorama de la baie d'Alger.

## Origine du nom
M. Brunel, maire d'El-Biar explique, lors de l'inauguration, que le nom vient de la légende biblique dans laquelle Tobie, devenu aveugle dans sa vieillesse, recouvre la vue sur les conseils de l'archange Raphaël. Ainsi, en admirant ce grandiose panorama, ressent-on l'affreuse chose qu’est la cécité.

## Histoire

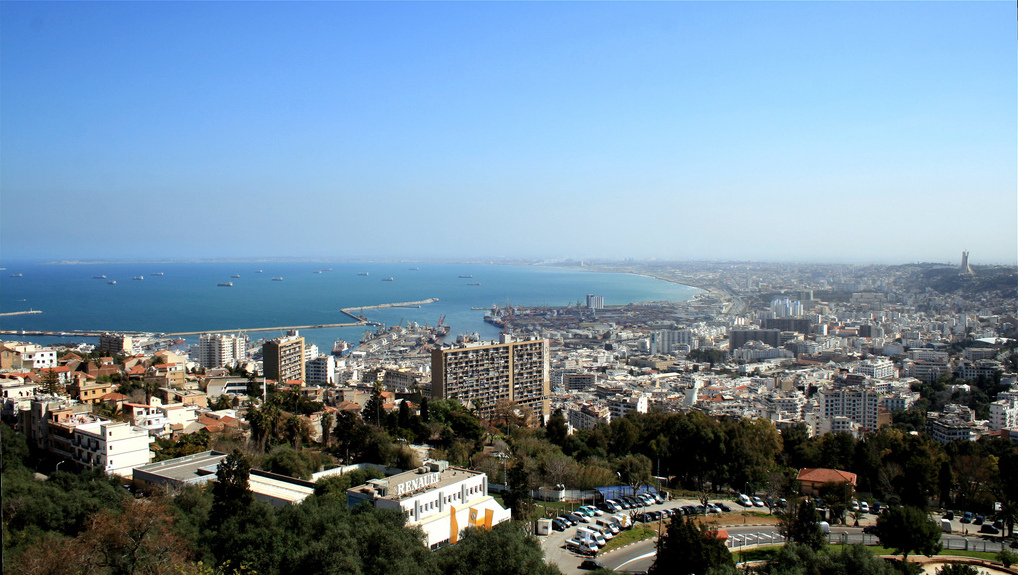
Vue depuis le balcon Saint-Raphaël

Au temps de la régence la falaise de Saint-Raphaël faisait partie des jardins du Consulat de Suède. Le Général de Bourmont et ses troupes occupèrent les lieux, en 1830, pour y établir la batterie d'Henri IV destinée à bombarder le Fort-l'Empereur. Le 20 janvier  1845 le consulat fut détruit par  un glissement de terrain.En 1913, séduite par la beauté du site, la Société du « Claridge », fit l'acquisition de ces terrains en vue de l'édification d'un hôtel somptueux, mais la guerre empêcha la réalisation de ce projet.
En 1923, un programme de lotissement est arrêté et déjà de nombreux acquéreurs se présentent. M. Luciani, maire d'EI-Biar, Pasquier-Bronde, représentant la municipalité d'Alger, estimant qu'il serait désastreux de laisser abîmer ce magnifique point de vue par des constructions bâties au hasard des goûts ou des intérêts immédiats des propriétaires, interviennent auprès du liquidateur et de l'architecte et étudient les moyens de conserver à jamais à la collectivité ce site incomparable, tout en conciliant cependant les intérêts légitimes des actionnaires de la Société du Claridge Hôtel.
En échange de l'engagement pris par la municipalité d'EI-Biar d'exécuter les travaux usuels de voirie : tracé de chemins d'accès; installation d'égouts ; de l'eau ; du gaz ; de l'électricité, et sous réserve de servitudes imposées tant à la commune qu'aux acquéreurs des lots, qui ne pourront bâtir que des villas d'agrément à l'exclusion de toute industrie ou commerce susceptibles d'enlaidir le paysage ou d'émettre des émanations désagréables, la Société du Claridge cède en pleine propriété à la commune d'EI-Biar environ 11 000 mètres de terrain, dont 2 000 mètres en bordure de la falaise. Cette cession est consentie en vue de l'aménagement à la partie supérieure d'une terrasse avec balcon et de la transformation en parc public de la partie sise au pied de la falaise, avec voie d'accès vers Alger.